# Меезія тригранна
Меезія тригранна (Meesia triquetra) — вид мохів порядку парасольчикальних (Splachnales).

## Поширення
Батьківщиною є Європа, Північна Америка, Південна Америка, Азія.
Населяє багаті болота, арктичні та бореальні зони; від помірних до високих висот.

## Характеристика
Рослини 0.1–1.2 см. Стеблові листки в сухому стані зігнуті й широко розпростерті, у вологому — чітко 3-рядні, яйцювато-ланцетні, 1.5–4 мм; краї проксимально від плоского до слабо вигнутих, дистально зубчасті; верхівка гостра. Статевий стан дводомний. Коробочкові ніжки 3–10 см. Коробочка 3–4.5 мм. Спори 33–38 мкм.